# Berberidoideae
Berberidoideae, potporodica biljaka, dio porodice žutikovki. Sastoji se od dva tribusa trajnica i grmova s desetak rodova od kojih su poznatiji žutika (Berberis), stopa (Leontice), difileja,  gimnospermijum, bongardija i druge.

## Tribusi
1. Berberideae Rchb.
  1. Berberidinae
    1. Berberis L.
    2. Ranzania T.Ito

  2. Epimediinae
    1. Achlys DC., ahlis
    2. Bongardia C.A.Mey.
    3. Diphylleia Michx.
    4. Epimedium L.
    5. Jeffersonia Barton
    6. Plagiorhegma Maxim., plagijoregma
    7. Podophyllum L.
    8. Vancouveria C.Morren & Decne., vankuverija
2. Leonticeae (Spach) Kosenko
  1. Caulophyllum Michx., kolofilum
  2. Gymnospermium Spach
  3. Leontice L.